# Hulhudhuffaaru
Hulhudhuffaaru (en dhivehi: ހުޅުދުއްފަރު) es una de las islas habitadas del atolón de Raa en las Maldivas. Hulhudhuffaaru era una isla deshabitada hasta 1995 cuando fue declarado oficialmente como habitada después de la reubicación de los habitantes de otras dos pequeñas islas en el atolón de Raa - Ungulu y Undoodhoo - a esta isla. En virtud de un proyecto financiado por el gobierno, la gente dejó sus antiguas islas con la esperanza de mejores servicios básicos, como educación y salud, puerto, etc. Los residentes de las islas de Ungulu y Undoodhoo recibieron fondos por parte del gobierno después de estimar el valor de sus propiedades en sus antiguas islas. Las personas entonces construyeron sus casas en Hulhudhuffaru por su cuenta.